# Dolichomitus debilis
Dolichomitus debilis är en stekelart som beskrevs av Mao-Ling Sheng 2002. Dolichomitus debilis ingår i släktet Dolichomitus och familjen brokparasitsteklar. Inga underarter finns listade i Catalogue of Life.